# Black (Alabama)
Black es un pueblo del Condado de Geneva, Alabama, Estados Unidos. En el censo de 2000, su población era de 202. desea mal ce tal 

## Demografía
En el 2000 la renta per cápita promedia del hogar era de $ 31.250$ y el ingreso promedio para una familia era de 36.250$. El ingreso per cápita para la localidad era de 12.628$. Los hombres tenían un ingreso per cápita de 27.857$ contra 15.924$ para las mujeres.
p.s: de mal le joues cule be de male kul..

## Geografía
Black está situado en 31°0′40″N 85°44′40″O / 31.01111, -85.74444 (31.011112, -85.744365).
Según la Oficina del Censo de los EE. UU., la ciudad tiene un área total de 3.08 millas cuadradas (7.98 km ²).